# عربی (دشتی)
عربی، روستایی است از توابع بخش مرکزی شهرستان دشتی استان بوشهر ایران.
این روستا در ۴ کیلومتری شمال شهر خورموج (مرکز شهرستان) قرار دارد.

## جمعیت
این روستا در دهستان مرکزی دشتی قرار دارد و بر اساس سرشماری رسمی سال ۱۳۹۵ جمعیت آن ۱۱۳۵ نفر می‌باشد. جمعیت این روستا در سال ۱۳۸۵ طبق آمار رسمی ۱۰۹۶ نفر (۲۵۳ خانوار) بوده‌است.